# Nagayo Sensai

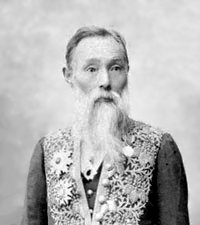
Nagayo Sensai

Nagayo Sensai (japanisch 長與 專齋; geboren 16. Oktober 1838 in Ōmura in der Provinz Hizen; gestorben 8. September 1902) war ein japanischer Mediziner der späten Edo- und der Meiji-Zeit.

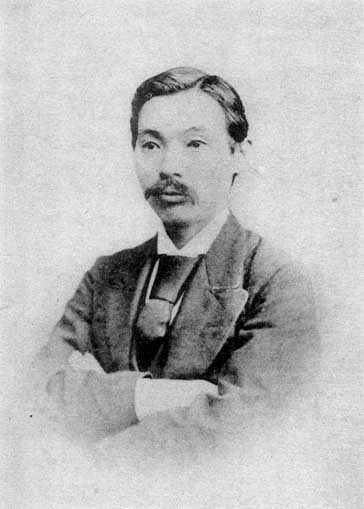
Nagayo, 1872

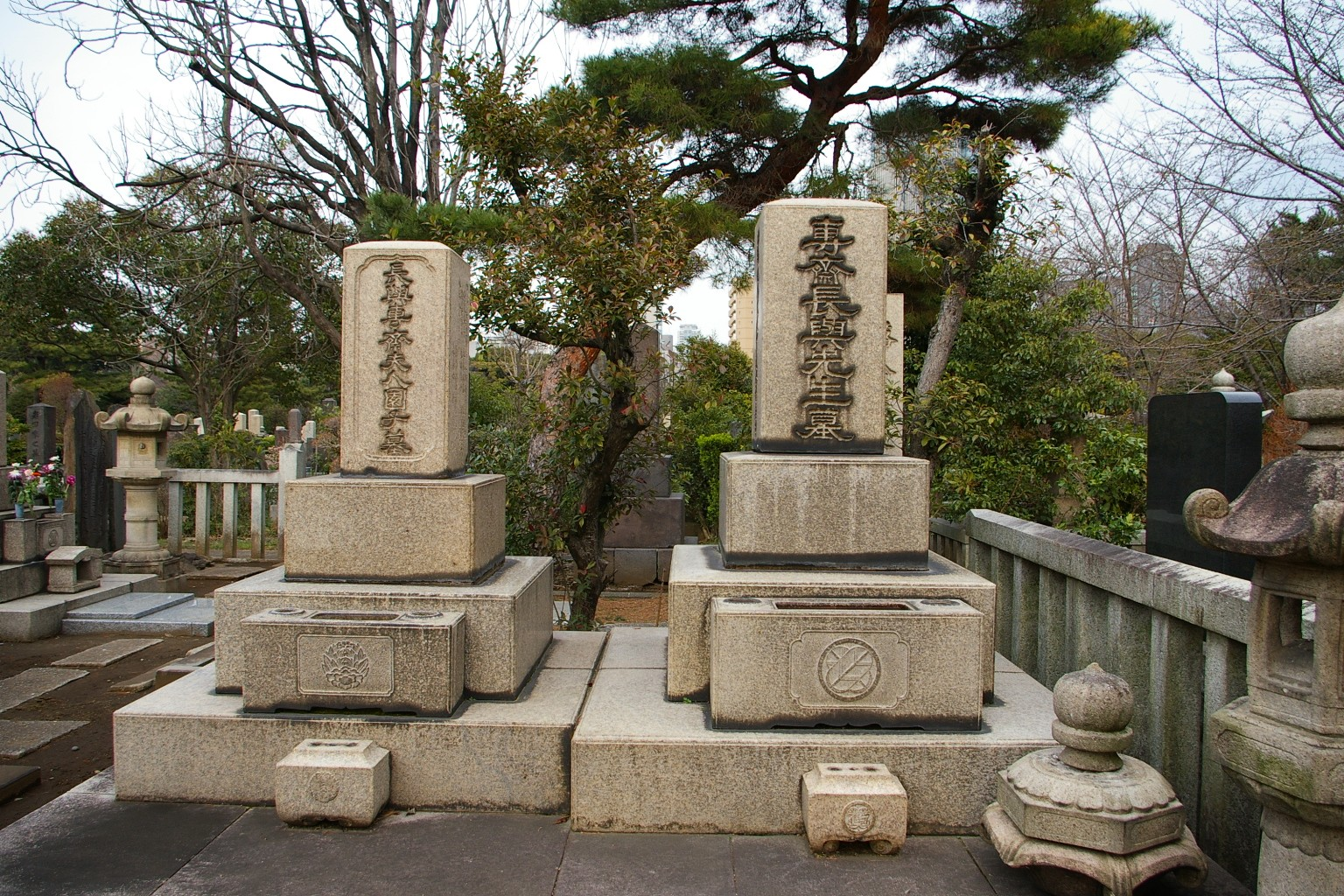
Nagayos Grab

## Leben und Werk
Nagayo Sensai wurde als Sohn einer Ärztefamilie des Ōmura-Han geboren. Im Alter von 16 Jahren ging er nach Osaka und studierte unter dem Mediziner Ogata Kōan (1810–1863).
Nachdem Nagayo als Direktor der Medizinschule Nagasaki (長崎医学校) gewirkt hatte, besuchte er Amerika und Europa als Mitglied der Iwakura-Mission. Nach seiner Rückkehr war er verantwortlich für die Einrichtung einer Abteilung für Medizinangelegenheiten im Kultusministerium, für die Etablierung eines Impfgesetzes und für die Formulierung einer umfassenden medizinischen Gesetzgebung, dem „Isei“ (医政).
Nagayo unterstützte die Errichtung der „Tōkyō Igakkō“ (東京医学校), die später zur Fakultät für Medizin der Universität Tokio wurde. Er wirkte als deren Dekan von 1875 bis 1878. Begraben ist er auf dem Friedhof Aoyama.